# Universele algebra
De universele algebra (ook wel algemene algebra genoemd) is het deelgebied van de wiskunde dat niet slechts de instanties van een bepaalde algebraïsche structuur, maar deze algebraïsche structuren zelf onderwerp van studie heeft gemaakt. In plaats van bijvoorbeeld een bijzonder type groep te bestuderen, is in de universele algebra "de groepentheorie" zelf onderwerp van studie.